# Plast
Plast (in russo Пласт?) è una città della Russia di 18 200 abitanti situata nell'oblast' di Čeljabinsk, in Russia. È il centro amministrativo del rajon Plastovskij.
Si trova 58 km a nord-ovest di Troick e 95 km a sud-ovest di Čeljabinsk.